# Caius Asinius Quadratus
Gaius Asinius Quadratus, ou Asinius Quadratus, est un historien romain de langue grecque qui a vécu au temps des empereurs Philippe l'Arabe et Philippe II (vers 244-249). Ses écrits ne nous sont pas parvenus, mais nous les connaissons indirectement par d'autres sources.

## Œuvres
Une encyclopédie byzantine médiévale, la Souda, indique qu'Asinius Quadratus est l'auteur d'un  ouvrage appelé Chilietèris (en grec ancien Χιλιετηρίς), c'est-à-dire Le Millénaire, écrit en dialecte grec ionien, comprenant quinze livres, et dont elle précise qu'il couvrait la période de mille ans allant de la fondation de Rome jusqu'au règne de l'empereur Alexandre Mamaias (fils de Mamaea, autrement dit Alexandre Sévère, qui règne de 222 à 235). Quadratus prend donc le parti de lier la chronologie de l'histoire universelle à l'histoire de Rome, parti pris caractéristique des historiens païens de son temps. Nous ne connaissons cet ouvrage que par cet article de la Souda et par des citations d'autres auteurs. Ainsi, un autre historien romain de la même époque, Dion Cassius, se réfère à Quadratus, ce qui confirme la période à laquelle ce dernier a vécu.
Asinius Quadratus est aussi l'auteur d'un livre sur les Parthes, également écrit en grec. Il est cité plusieurs fois par Stéphane de Byzance sous le titre de Παρθικά ou de Παρθυηνικά.

## Une épigramme de l'Anthologie palatine
Il existe une épigramme isolée de l’Anthologie palatine qui est attribuée à un Asinius Quadratus. L’édition de Planude la donne comme d'attribution incertaine, tandis que le manuscrit palatin indique « un Asinius Quadratus ayant vécu du temps de Sylla ». Le contenu de l’épigramme, qui fait allusion à la mort d'anciens ennemis de Rome ayant combattu bravement avant d'être victimes d’une traîtrise, ne permet pas de décider précisément de quels événements historiques il s'agit. L'article de cet auteur dans le dictionnaire du lexicographe britannique William Smith émet l'hypothèse que l’épigramme pourrait faire allusion à des événements bien postérieurs dans l’histoire romaine, et que l'auteur pourrait être Asinius Quadratus l'historien.